# Hualtacal (Chulucanas)
Hualtacal es un caserío peruano ubicado en el distrito de Chulucanas, perteneciente a la provincia de Morropón del departamento de Piura, al norte del Perú. 

## Ubicación
Hualtacal se ubica al norte de la provincia de Morropón, en el distrito de Chulucanas, en el departamento de Piura.

## Demografía
En 2017 Hualtacal tenía una población de 122 habitantes.